# イージュー★ライダー
『イージ㋴ー★ライダー』（イージュー★ライダー）は、1996年6月21日に発売された奥田民生の6枚目のシングル。
2005年3月24日に12cmシングルとして再発された。

## 解説
- 前作「悩んで学んで」より8ヶ月ぶりのシングル。元々は先だって行われた同名ツアーのリハーサル時に書かれた曲[1]で、その後シングル化の案が持ち上がったものである[2]。
- タイトルは、業界用語で30を意味する「イージュー（E10）」（ここでは30歳の意味[3]）と映画『イージー・ライダー』をかけたもの。
- CMソングのタイアップが付き、ロングヒットを記録した。
- この時期にPUFFYをプロデュース。本曲はプロデュース業と併行して作られた。ちなみにPUFFYがデビューしたのは本作が発売する約1ヶ月前のことである。
- 2010年に『東野・岡村の旅猿 プライベートでごめんなさい…』のテーマソングに起用された。当初は原曲を使用していたが、後に東野・岡村のリクエストにこたえる形でリメイク版「タビザル★ライダー」を制作している。
- 2013年にBeing所属のシンガーソングライター新山詩織によってシングルひとりごとのCW収録でカバーされた。
- サンフレッチェ広島や松本山雅FCのチャントに採用されている。

## 収録曲
| 全編曲: 奥田民生。 |                         |                    |           |      |
| #                  | タイトル                | 作詞               | 作曲      | 時間 |
| 1.                 | 「イージ㋴ー★ライダー」 | 奥田民生           | 奥田民生  | 3:54 |
| 2.                 | 「ルパン三世主題歌 II」 | 東京ムービー企画部 | 山下毅雄  | 4:05 |
| 合計時間:          | 合計時間:               | 合計時間:          | 合計時間: | 7:59 |

### 曲解説
1. イージ㋴ー★ライダー
  - 当時多用していたディミニッシュコードを敢えて使わずに作曲されている[2]。
  - 歌詞を作る際に「車のCMに使われるかもしれない」という話があったため、それを意識した歌詞になっているが、もし実際に採用されたCFの絵コンテなどを全部前もって見ていたら、この曲にはならなかっただろうと語っている[4]。
2. ルパン三世主題歌 II
  - チャーリー・コーセイのカバー（原曲はアニメ『ルパン三世』のエンディングテーマ）。3番のAメロにエフェクトが掛けられている以外は原曲にほぼ忠実なアレンジになっている。

## 収録アルバム
- 股旅 (#1、イージ㋴ー★ライダー'97)
- CAR SONGS OF THE YEARS (#1)
- 記念ライダー2号〜オクダタミオシングルコレクション〜 (#1)
- MD2000 〜ReLIFE Ending Songs〜(#1)

## タイアップ
1. イージ㋴ー★ライダー
  - 日産自動車「ウイングロード」CMソング。
  - 三洋電機「Xacti」CMソング。
  - 損害保険ジャパンCMソング。
  - みずほ銀行「みずほマイレージクラブ　新社会人編」CMソング。 - 平岡祐太が出演し、同曲をアカペラで歌唱している。
  - ソニー「nav-u（カーナビ）」CMソング。
  - 日本テレビ系『東野・岡村の旅猿 プライベートでごめんなさい…』番組テーマ曲（2010年） - 「ウイングロード」のCM同様、岡村隆史が出演している。後に同番組向けに「タビザル★ライダー」としてリメイク。
  - アニメ映画『宇宙兄弟 #0』挿入歌（2014年）。
  - UHFアニメ「ReLIFE」第1話エンディングテーマ（2016年）。
  - 日本マクドナルド『ベーコンポテトパイ』CMソング（2021年）。

## 参加ミュージシャン
- 奥田民生 - ボーカル、ギター
- 古田たかし - ドラムス
- 長田進 - ギター、ホイッスル (#2)
- 根岸孝旨 - ベース
- 斎藤有太 - キーボード

## カバー
- 2001年のアルバム『PAST LAST SUMMER』で、PENPALSがカバーしている。
- 2007年3月のカバーアルバム『innocent view』で、SOTTE BOSSEがカバーしている。
- 2007年10月のトリビュートアルバム『奥田民生・カバーズ』では、GOING UNDER GROUNDがカバーしている。
- 2010年2月のカバーアルバム『Ska Flavor#3』で、美吉田月がカバーしている。
- 桑田佳祐（サザンオールスターズ）
  - 2013年のAAAイベント『昭和八十八年度! 第二回ひとり紅白歌合戦』でカバー。
- 新山詩織
  - 3rdシングルひとりごとに収録。
- 土岐麻子
  - 2012年のカバー・アルバム『CASSETTEFUL DAYS 〜Japanese Pops Covers〜』に収録。併せて制作されたプロモーション・ビデオの中では、オリジナルの奥田民生のPVに土岐の顔を合成するという手法が盛り込まれた[5]。BS-TBSの美しい日本に出会う旅のオープニングテーマに使用されていた。
- 2013年3月のカバーアルバム『奥田民生・カバーズ2』で、andymoriがカバーしている。